# Nivedita
Nivedita, pseudonimo di Margaret Elizabeth Noble, nota anche come Sister Nivedita, Sorella Nivedita o Suor Nivedita (Dungannon, 28 ottobre 1867 – Darjeeling, 13 ottobre 1911), è stata una missionaria, educatrice e attivista irlandese naturalizzata indiana seguace del guru indiano Vivekananda e promotrice dell'indipendenza dell'India.

## Biografia
Margaret Noble nacque nel 1867 in Irlanda (attuale Irlanda del Nord), nella contea di Tyrone, come primogenita di Samuel Richmond Noble e Mary. Studiò all'Halifax College e apprese le teorie pedagogiche di Froebel e Pestalozzi. Dall'età di 17 anni divenne un'insegnante in istituti dell'Irlanda e dell'Inghilterra, finché nel 1892 non fondò una propria scuola a Wimbledon dove poté applicare i metodi educativi dei due pedagogisti. Grazie alle sue abilità oratorie scritte e orali, conobbe George Bernard Shaw e Thomas Huxley al Sesame Club di Londra e fece un'orazione in favore dell'Home Rule Bill.
Fu fatidico invece l'incontro con Vivekananda durante la sua visita in Regno Unito nel 1895: persuasa dai principi del Vedanta e dall'umanesimo del guru, lo scelse come proprio maestro spirituale e si fece promotrice del suo movimento in Inghilterra tra il 1896 e il 1897 o 1898, anno in cui si trasferì personalmente in India come missionaria.
Vivekananda la ribattezzò Nivedita ("colei che si dedica") per la sua devozione alla causa, in particolare mirata all'educazione femminile. A Calcutta (Kolkata), infatti,  creò una piccola scuola (la Sister Nivedita Girls' School) dove fondeva la tradizione indiana e gli ideali occidentali. Tra il 1899 e il 1902 chiuse l'istituto per raccogliere fondi all'estero; dopo la riapertura, le studentesse poterono seguire anche corsi di arte e artigianato oltre al curriculum di base. Al di là al suo impegno educativo, si dedicò ad aiutare la popolazione più bisognosa di Calcutta e del Bengala durante periodi di crisi quali epidemie, carestie e alluvioni.
Dopo la morte di Vivekananda nel 1902, l'attenzione di Nivedita si dirottò verso l'indipendenza dell'India. Prima nel 1905 si oppose alla partizione del Bengala, poi sostenne il movimento Swadeshi per il boicottaggio delle merci britanniche in favore delle produzioni locali. Promosse sia in India sia all'estero l'arte e l'educazione delle donne indiane attraverso lezioni e conferenze e fece pressione su membri del Parlamento britannico per sostenere la causa indiana. Tra i suoi scritti più rilevanti si annoverano Kali the Mother, The Master as I Saw Him e The Web Of Indian Life, questo considerato uno dei più equilibrati resoconti occidentali della società indù.
La sua salute divenne cagionevole a causa del suo stile di vita austero e dei suoi ritmi di lavoro, abbastanza da provocarne la morte prematura nel 1911 all'età di 44 anni. Il suo corpo fu sottoposto a cremazione a Darjeeling.

Francobollo indiano del 1968 dedicato a Sister Nivedita

## Impatto culturale
Il popolo indiano la accolse come una sorella per il suo impegno, sfociando nella venerazione. Fu chiamata «madre del popolo» dal suo amico poeta Rabindranath Tagore. Sul suo memoriale è inscritta la frase «Qui riposa Sorella Nivedita, che diede tutta se stessa all'India».
In suo onore fu emesso un francobollo in India. La Ramakrishna Sarada Mission continua a gestire la sua scuola nel XXI secolo.

## Opere (parziali)
In lingua originale
- Kali the Mother[2], Swan Sonnenschein & Co.,. 1900.
- The Web of Indian Life[2], W. Heinemann 1904
- Cradle Tales of Hinduism, Longmans 1907
- An Indian Study of Love and Death, Longmans, Green & Co.,
- The Master as I Saw Him[2], 1910
- Select essays of Sister Nivedita, 1911 Ganesh & Co.,
- Studies from an Eastern Home, Longmans, Green & Co., 1913
- Myths of the Hindus & Buddhists, George G. Harrap & Co., Londra, 1913
- Notes of some wanderings with the Swami Vivekananda, 1913
- Footfalls of Indian History, Longmans, Green & Co., 1915
- Religion and Dharma, Longmans, Green, and Co., 1915

In lingua italiana
- (con Ananda Kumarasvami) Miti dell'India e del buddhismo, trad. di Anna Odierno, Bari, G. Laterza, 1927